# 袁潤林
袁潤林（英語：Yuen Yun Lam，1993年7月14日—），香港男子賽艇運動員。

## 簡歷
2018年8月，袁潤林代表中國香港參加2018年亞洲運動會賽艇比賽，與周義評、張銘恆、梁俊碩、林新棟、鄧超萌、廖賡裕、黃柏恩和黃偉健合作出戰男子輕量級八人艇項目，在決賽以6分14秒46的成績贏得銅牌。